# Фанні Лу Гамер
Фанні Лу Таунсенд, у шлюбі Гамер (англ. Fannie Lou Hamer, англ. Townsend; 6 жовтня 1917 року, Монтгомері, Міссісіпі — 14 березня 1977 року, Mound Bayou[d], Міссісіпі) — американська політична діячка, активістка руху за права чорношкірих громадян США та права жінок, автобіографістка. Внесена до Національної зали слави жінок США.

## Життєпис
Народилася у 1917 році молодшою з 20 дітей. З 6 років вона збирала бавовну разом з сім'єю, у дитинстві часто не мала їжі та взуття. У 12-річному віці змушена кинути школу, щоб працювати. У 1942 чи 1944 році одружилася з Перрі Гамером і працювала з ним на плантації до 1962 року. У намаганнях завести велику сім'ю постійно переживала викидні. У 1961 році білий лікар стерилізував Фанні Гамер без її згоди. Ця практика часто використовувалася в Міссісіпі проти бідних чорношкірих жінок (див. Стерилізація корінних американок). Гамери удочерили двох дітей.

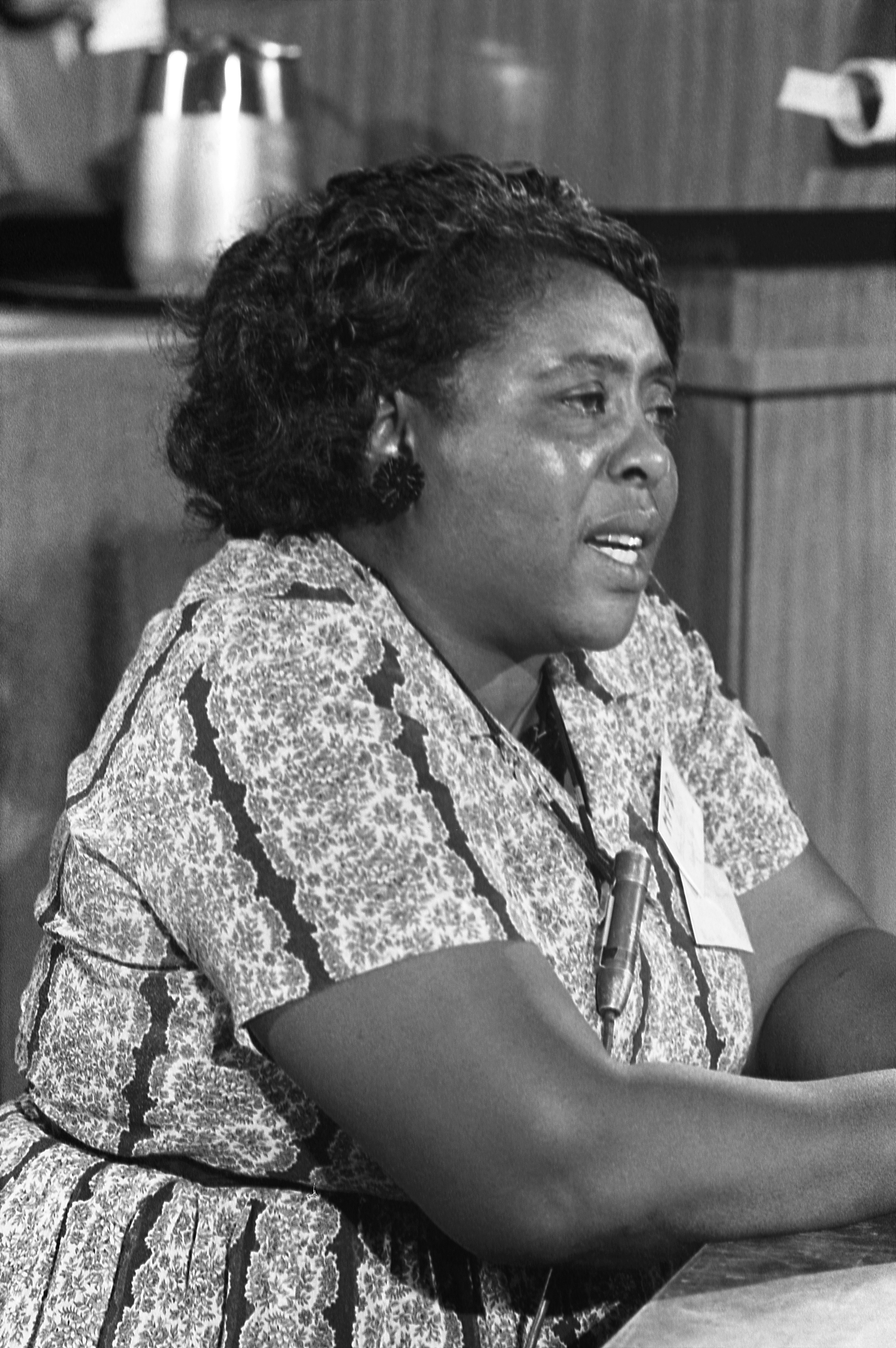
Фанні Гамер у 1964 році

У 1961 році Фанні Гамер почала відвідувати збори Конференції південного християнського керівництва і Студентського ненасильницького координаційного комітету. Вона стала активісткою руху за виборче право для чорношкірих. 31 серпня 1962 року Гамер зібрала 17 добровольців, щоб зареєструватися як виборці. Їм відмовили в реєстрації, оскільки вони не пройшли тест на грамотність, а дорогою додому їх оштрафували з вигаданого приводу. Фанні Гамер звільнили з плантації.
У 1963 році Гамер змогла зареєструватися як виборчиня. Після цього її заарештували з кількома іншими афроамериканками за те, що сиділа в ресторані для білих. У в'язниці їх (включаючи 15-річну Джун Джонсон, яка відповідала на питання поліцейських без звертання «сер») сильно побили; Гамер били кийками і кидали на підлогу. Вона ще місяць оговтувалася від отриманих каліцтв і зазнала шкоди здоров'ю (зокрема, непоправної шкоди нирці) на все життя.
У 1964 році Фанні Гамер була серед засновниць Демократичної партії «Свобода Міссісіпі» (Mississippi Freedom Democratic Party). Вона балотувалася до Конгресу США як представниця партії. На конвенції (з'їзді) Демократичної партії США того ж року новій партії створювали всілякі перешкоди. Під час виступу Гамер президент Ліндон Джонсон провів прес-конференцію, щоб її виступ не транслювався по телебаченню. Гамер сприяла організації кампанії «Літо свободи» у Міссісіпі. 
У 1967 році вона опублікувала автобіографію To Praise Our Bridges: An Autobiography. Виступала проти війни у В'єтнамі, займалася поліпшенням економічного становища афроамериканців. 
У 1970-х у неї суттєво погіршилося здоров'я. У 1977 році Фанні Гамер померла від раку молочної залози на 60-му році життя. Надгробну промову на її похороні сказав представник США при ООН Ендрю Джексон Янг.

## Нагороди
Фанні Гамер удостоєна низки нагород за свою діяльність, зокрема:
- Внесення до Національної зали слави жінок (1993)
- Paul Robeson Award